# Babilônia
Babilônia (Babylone) est une telenovela brésilienne diffusée en 2015 sur Rede Globo.

## Acteurs et personnages
| Acteur/Actrice       | Personnage                         |
| -------------------- | ---------------------------------- |
| Camila Pitanga       | Regina Rocha                       |
| Glória Pires         | Beatriz Amaral Rangel              |
| Adriana Esteves      | Inês Junqueira                     |
| Sophie Charlotte     | Alice Junqueira                    |
| Thiago Fragoso       | Vinicius                           |
| Fernanda Montenegro  | Teresa                             |
| Nathalia Timberg     | Estela Marcondes Amaral            |
| Bruno Gagliasso      | Murilo Loureiro                    |
| Cássio Gabus Mendes  | Evandro Souza Rangel               |
| Gabriel Braga Nunes  | Luis Fernando                      |
| Marcos Palmeira      | Aderbal Pimenta                    |
| Bruno Gissoni        | Carlos Augusto Souza Rangel (Guto) |
| Chay Suede           | Rafael Amaral                      |
| Tainá Müller         | Cris                               |
| Arlete Salles        | Consuelo Pimenta                   |
| Thiago Martins       | Diogo Rocha                        |
| Kizi Vaz             | Gabriela                           |
| Marcos Pasquim       | Carlos Alberto                     |
| Sheron Menezzes (pt) | Paula                              |
| Mary Sheila          | Ivete                              |
| Dudu Azevedo         | Bento                              |
| Marcello Mello Jr.   | Ivan                               |
| Maria Clara Gueiros  | Karen                              |
| Juliana Alves        | Valeska                            |
| Herson Capri         | Osvaldo                            |
| Carla Salle          | Heloísa                            |
| Igor Angelkorte      | Clóvis                             |
| Marcos Veras         | Norberto                           |
| Daisy Lúcidi         | Dulce                              |
| Rogéria              | Úrsula Andressa                    |
| Lu Grimaldi          | Olga                               |
| Rosi Campos          | Zélia                              |
| Luisa Arraes         | Laís Pimenta                       |
| Virgínia Rosa        | Dora Rocha                         |
| Val Perré            | Cristóvão Rocha                    |
| Laila Garin          | Maria José Pimenta                 |
| Cauê Campos          | Carlinhos                          |
| Filipe Ribeiro       | Fred                               |
| Cristina Galvão      | Wilma                              |
| Tuca Andrada         | Homero Junqueira                   |
| André Bankoff        | Pedro                              |
| Paulo Verlings       | Tom Cruzes                         |
| Peter Brandão        | Wolnei Toledo de Jesus             |
| Maíra Charken        | Vera                               |
| Rodrigo Fagundes     | Rubi                               |
| Xande Valois         | Joaquim                            |
| Bernadete Wilhelm    | Nina                               |
| Sabrina Nonata       | Júlia Rocha                        |
| Alex Brasil          | Valdecir                           |
| Cinara Leal          | Penélope                           |
| Bia Arantes          | Lara                               |

## Diffusion
- Rede Globo (2015)
- SIC (2015)
- Teledoce (bientôt)

### Sources
- (pt) Cet article est partiellement ou en totalité issu de l’article de Wikipédia en portugais intitulé « Babilônia (telenovela) » (voir la liste des auteurs).